# دافيد أغانزو
دافيد أغانزو (بالإسبانية: David Aganzo Méndez)‏ مواليد 10 يناير 1981 في مدريد، هو لاعب كرة قدم إسباني. يلعب كمهاجم. مثّل منتخب إسبانيا لكرة القدم.

## روابط خارجية
- دافيد أغانزو على موقع الاتحاد الدولي (مؤرشف)  (الإنجليزية)
- دافيد أغانزو على موقع قاعدة بيانات كرة القدم.إي يو (الإنجليزية)
- دافيد أغانزو على موقع Soccerway.com (الإنجليزية)
- دافيد أغانزو على موقع عالم كرة القدم.نت (الإنجليزية)
- دافيد أغانزو على موقع AS.com (الإسبانية)